# Замок Вальдау
За́мок «Вальда́у» (рус. Вальдов, нем. Waldau) — старинный прусский замок Тевтонского ордена, расположенный в посёлке Низовье Калининградской области Российской Федерации. До переименования посёлка в Низовье местное поселение называлось также Вальдау. 23 марта 2007 года замок получил статус «объекта культурного наследия регионального значения» Российской Федерации.
Замок «Вальдау» входит в тройку наиболее сохранившихся замков Калининградской области — наряду с замками «Тапиау» в Гвардейске и «Георгенбург» близ Черняховска.
Сейчас в уцелевшем флигеле замка находится  музей, который носит название «Вальдавский замок». Музей имеет статус муниципального бюджетного учреждения культуры. Основное здание замка находится в частично разрушенном состоянии.

## История
Официальное упоминание о строительстве крепости «Вальдов» помечено в хронике за 1258 год. В основе такого названия лежит балто-славянское слово «валдати», что означает «владеть». Следовательно «Валдау» можно перевести на русский язык как «Владение».
В 1264 году, по требованию властей Тевтонского ордена, князья заложили возле дороги первую промежуточную крепость, вроде постоялого двора, где останавливались служилые люди ордена, священники и воины.
В 1457 году старые крепостные сооружения переделали под замок. Он использовался как летняя резиденция Великого магистра Тевтонского ордена.
В конце мая 1697 года в замке останавливалась группа Великого российского посольства во главе с царём Петром I.
В 1720 году королевское правительство Пруссии сдало замок «Вальдау» в аренду, после этого последовала перестройка внутренних помещений.
В 1858 году в замке разместилась сельскохозяйственная академия, которая в 1870 году была преобразована в учительскую семинарию.

## Современное состояние
С 1945 года здание замка «Вальдау» находилось в ведении сельскохозяйственного училища (СПТУ № 20). Левый флигель с 1947 года использовался под общежитие сельхозучилища.
Постановлением Правительства Калининградской области от 23 марта 2007 года № 132 «Об объектах культурного наследия регионального и местного значения» замок «Вальдау» получил статус «объекта культурного наследия регионального значения» Российской Федерации. В этом же году органами Росохранкультуры здание замка признано аварийным (существует угроза обрушения крыши) и закрыто.
Левый флигель замка является действующим, в нем находится основанный Андреем Ивановичем Бариновым музей, посвященный истории замка Вальдау и окрестных земель. Здание отреставрировано и продолжает находиться в состоянии ремонта.
В 2010 году здание передано Русской православной церкви, но по состоянию на 2012 год вопрос передачи собственности ещё не урегулирован до конца, что затрудняет проведение реставрационных и ремонтных работ. Планируется, что после решения вопросов с принадлежностью замка в левый флигель переедет музей истории замка «Вальдау», находящийся в местной средней школе.
14 июня 2014 года замку «Вальдау» исполнилось 750 лет. К юбилею замка сотрудники Музея «Вальдавский замок» очистили от мусора подвалы в замковом флигеле и привели в порядок заброшенный средневековый колодец, который ещё до Второй мировой войны обеспечивал водой весь замок. К торжествам музейная улочка была превращена в ярмарку ремёсел средневекового города, где работали гончарная, плотницкая и другие мастерские. Особая гордость ярмарки — аптечное дело. В прежние времена аптека замка «Вальдау» славилась по всей Пруссии своими травяными сборами. Один из залов музея посвящен истории аптекарского дела.

## Галерея

Интерьер замка «Вальдау»
Экскурсия в подземельях замка «Вальдау» (август 2013 года)
В саду замка «Вальдау»
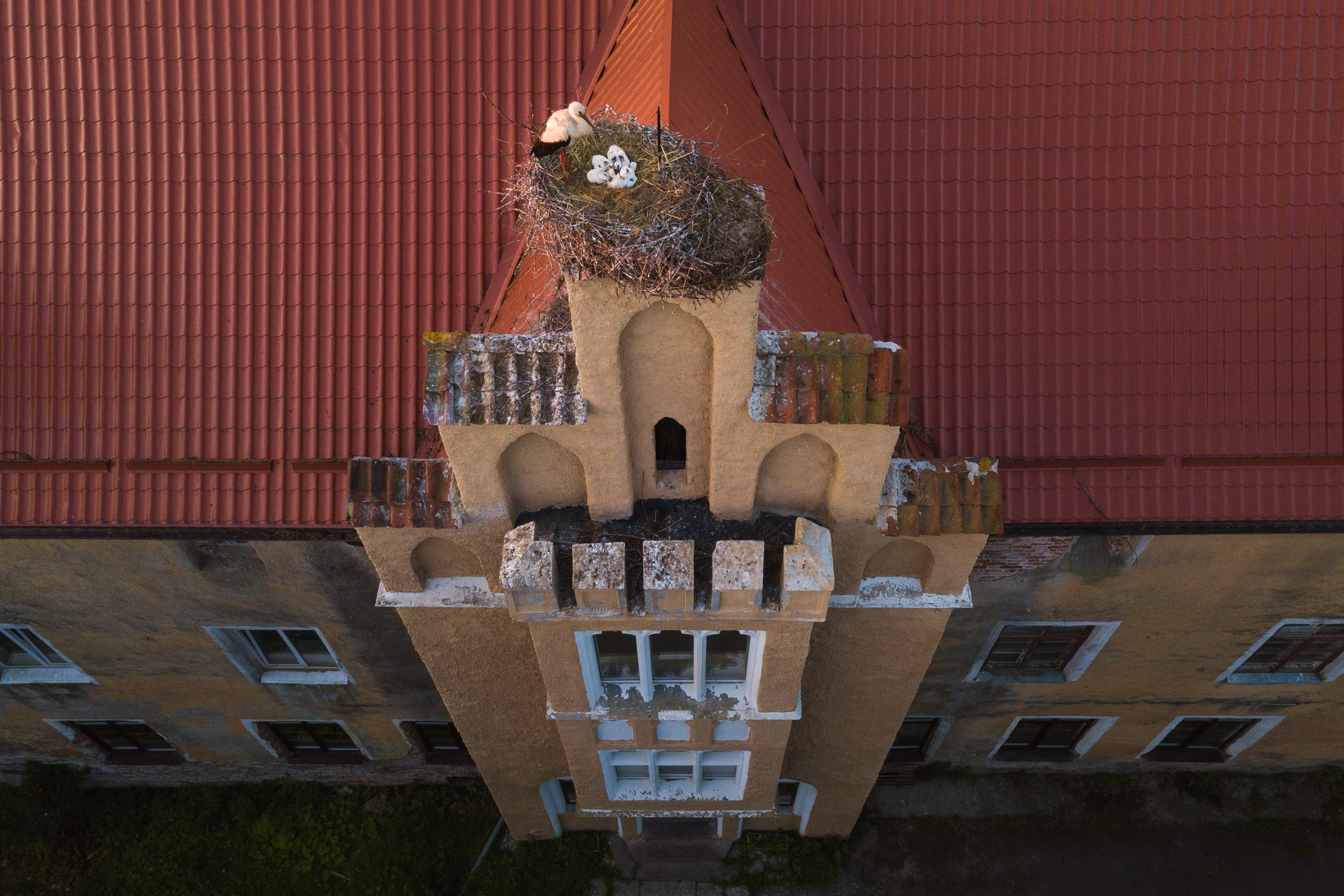
Аисты замка Вальдау